# Microgaster vacillatropsis
Microgaster vacillatropsis är en stekelart som beskrevs av De Saeger 1944. Microgaster vacillatropsis ingår i släktet Microgaster och familjen bracksteklar. Inga underarter finns listade i Catalogue of Life.